# Vittorio Jano

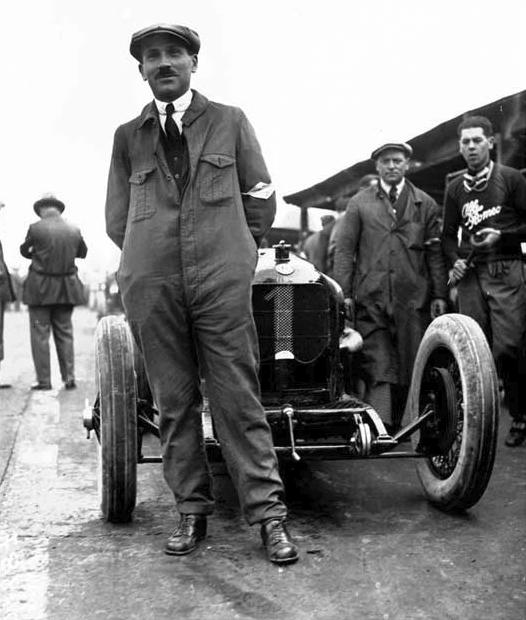
Vittorio Jano 1924

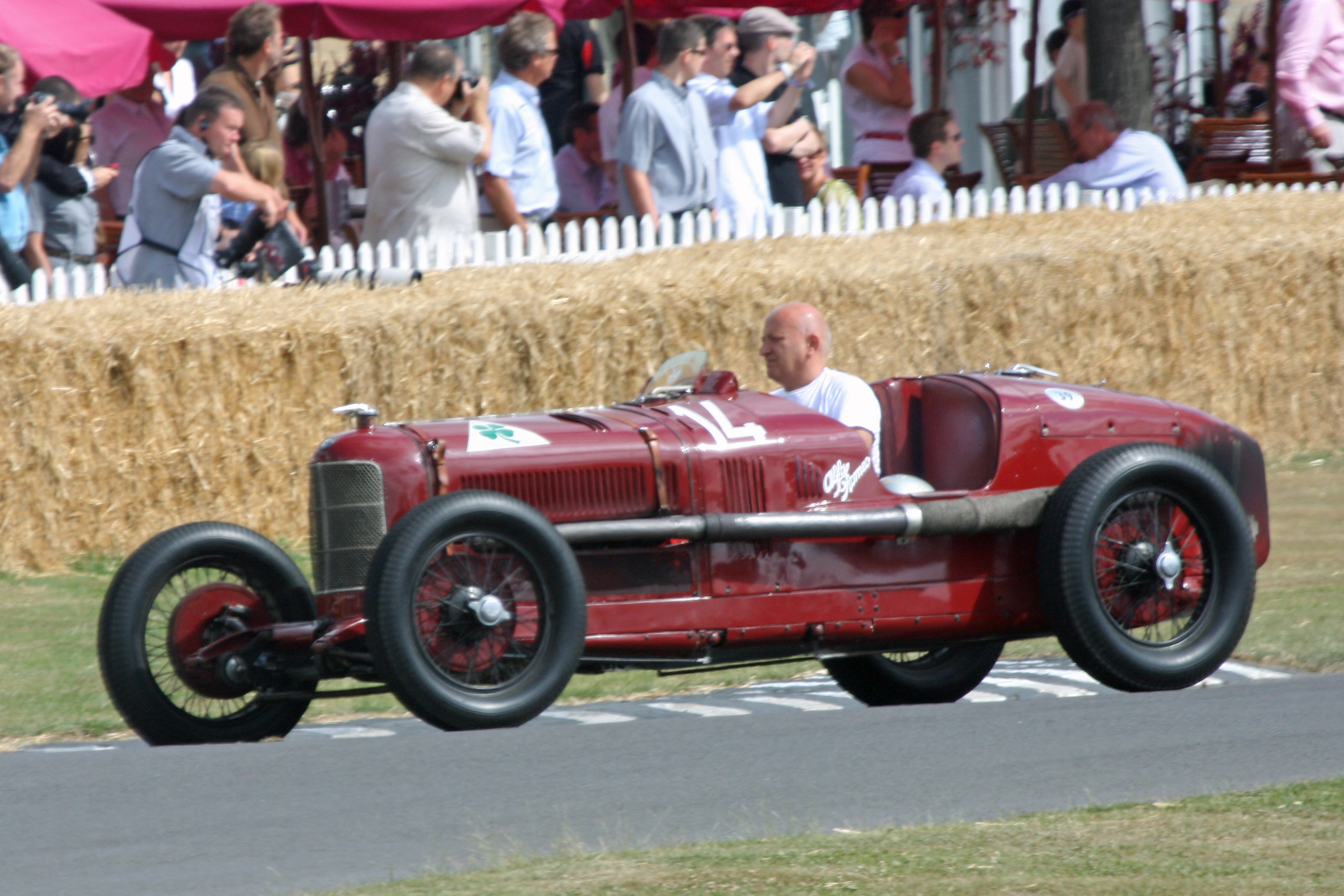
Alfa Romeo P2

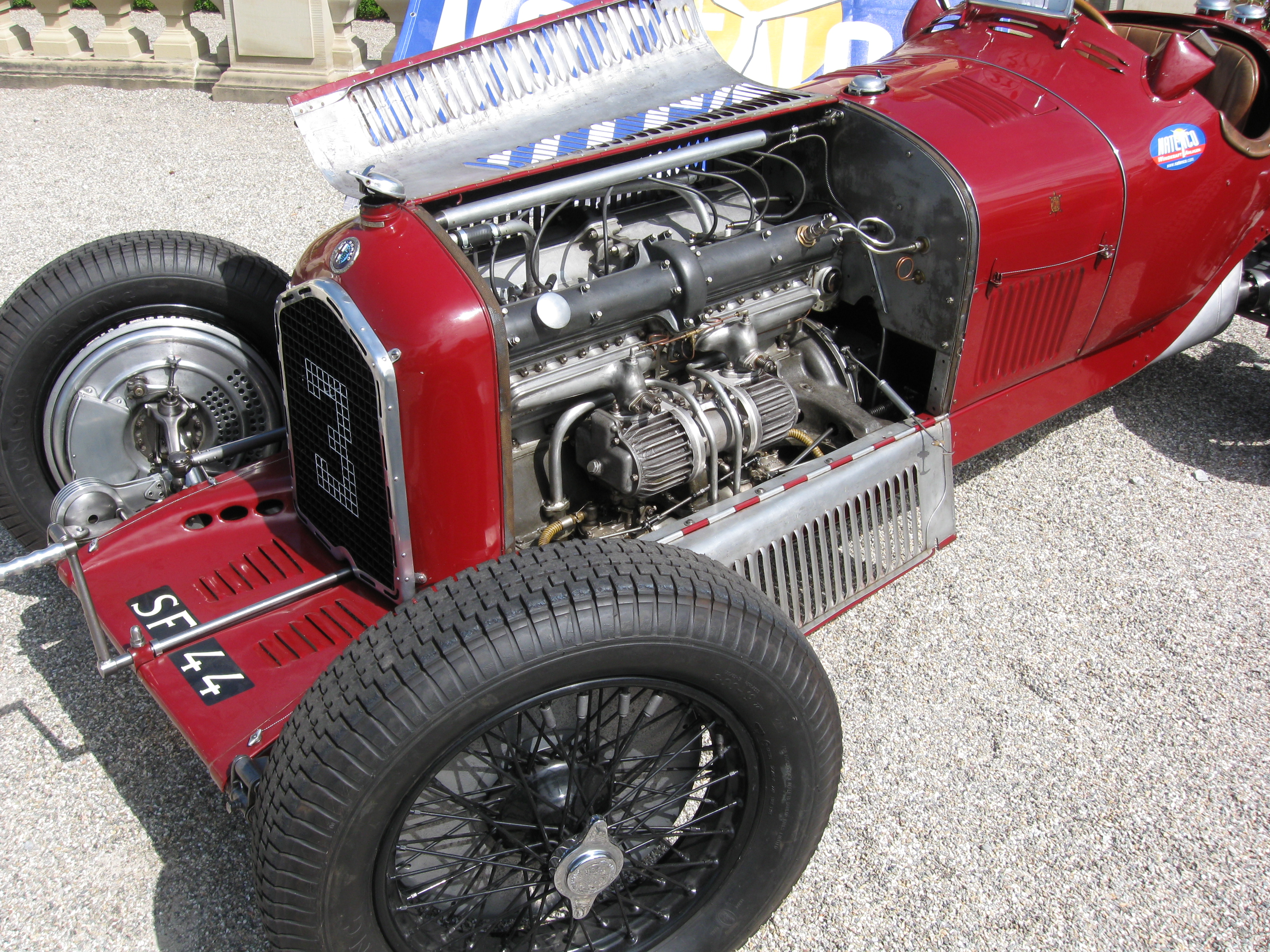
Motorraum Alfa Romeo P3

Vittorio Jano (* 22. April 1891 in San Giorgio Canavese; † 13. März 1965 in Turin) war ein italienischer Automobilkonstrukteur insbesondere von Rennsportwagen.

## Familie und Ausbildung
Die Eltern waren wenige Jahre vor seiner Geburt aus Ungarn nach Italien eingewandert. Sein Vater arbeitete als technischer Direktor bei den Eisenbahnwerkstätten in Turin. Im Alter von 18 begann Jano seine Berufslaufbahn als technischer Zeichner bei dem kleinen Automobilhersteller Società Torinese Automobili Rapid. 1911 wechselte er zu dem bereits damals namhaften Automobilhersteller Fiat und stieg dort unter der Leitung von Carlo Cavalli zum Abteilungsleiter auf. 

## Der Konstrukteur
Auf Vermittlung von Enzo Ferrari wechselte er 1923 zu Alfa Romeo. Dies geschah gemeinsam mit seinem Freund und Kollegen Luigi Bazzi, der Testfahrer bei Fiat war. Als Chefingenieur wurde er dort Nachfolger von Giuseppe Merosi. In wenigen Monaten entwickelte er den Alfa Romeo P2, der ab 1924 zahlreiche Rennen gewann. Nachfolger waren der Alfa Romeo P3 sowie der 6C 1500 und die 8C, die auf vielen Rennstrecken erfolgreich waren. Ein besonderer Erfolg war der Sieg des Großen Preis von Deutschland 1935 auf dem Nürburgring, als Tazio Nuvolari mit einem inzwischen bereits veralteten P3 gegen die hochfavorisierten Auto Union und Mercedes-Benz antrat. Auch die Ende der 1930er Jahre konstruierten Alfetta-Tipo-158-Rennwagen, die nach dem Zweiten Weltkrieg in der Automobil-Weltmeisterschaft erfolgreich waren, gingen auf seine Konstruktion zurück. 
Die von Jano entwickelten Rennwagen prägten nachhaltig das sportliche Image der Marke Alfa Romeo. Für die Straße entwickelte er Fahrzeuge mit Vier-, Sechs- und Achtzylinder-Reihenmotoren. Gemeinsame Merkmale dieser Motoren waren zwei obenliegende Nockenwellen, halbkugelförmige Brennräume sowie die Verwendung von Aluminiumguss. Auch viele Jahrzehnte später waren dies typische Konstruktionsmerkmale eines sportlichen Alfa-Romeo-Motors.  
1937 gab es eine Auseinandersetzung mit dem Unternehmensleiter Ugo Gobbato, woraufhin Vittorio Jano das Unternehmen verließ. Anschließend  arbeitete er als technischer Leiter für Lancia. Die von ihm konstruierten Rennwagen D24 und D50 wurden Anfang der 1950er Jahre erstmals eingesetzt. Nachdem sein Spitzenfahrer Alberto Ascari bei Probefahrten mit einem Ferrari-Sportwagen tödlich verunglückt war und da sein Unternehmen in finanziellen Schwierigkeiten war, entschloss sich Gianni Lancia, sich aus dem Rennsport zurückzuziehen und gab die Formel-1-Rennabteilung an Ferrari ab. Jano, der ebenfalls wechselte, wurde beratender Ingenieur bei Ferrari. Er entwickelte dort die „Dino“-V6- und V8-Maschinen, die die technische Grundlage für die spätere Erfolgsserie von Ferrari wurden.
Wie Enzo Ferrari verlor Jano im Jahr 1965 seinen Sohn. Im selben Jahr wurde er ernsthaft krank und beging Suizid durch einen Pistolenschuss. Jano wurde 73 Jahre alt. Er liegt auf dem Cimitero monumentale in Turin begraben.